# Thomas Alexander Harrison
Pour les articles homonymes, voir Thomas Harrison et Harrison.
Thomas Alexander Harrison, né le 17 janvier 1853 à Philadelphie (Pennsylvanie) et mort le 13 octobre 1930 à Paris, est un peintre américain.
Il a passé l'essentiel de sa vie en France, séjournant en particulier à Concarneau et Pont-Aven.

## Biographie
Élève de la Pennsylvania Academy of Fine Arts en 1871-1872, Thomas Alexander Harrison travaille comme dessinateur pour le gouvernement américain, menant une expédition cartographique le long de la côte du Pacifique. Il a étudié pendant un court laps de temps à l'École de design de San Francisco. En 1879, il s'installe à Paris et étudie à l'École nationale supérieure des beaux-arts ayant comme maîtres Jean-Léon Gérôme et Jules Bastien-Lepage.
À l'instigation de Robert Wylie, il se rend en Bretagne, séjournant à Pont-Aven et à Concarneau, peignant des paysages, souvent maritimes. Son Châteaux en Espagne attire l'attention au Salon de Paris de 1882, ainsi que En Arcadie (une étude remarquable de tons de chair à la lumière et de l'ombre qui a eu une forte influence sur les jeunes hommes) lors du Salon de 1885. Les Amateurs remportent une médaille à Paris lors de l'Exposition universelle de 1889. Le tableau se trouve au Musée d'Orsay.
Il est membre de la Société nationale des beaux-arts, de l'Institut royal des peintres en couleurs à l'huile de Londres, de sociétés artistiques de Munich, Vienne et Berlin, de l'Académie américaine de design, de la Society of American Artists à New York, etc. et décoré de la Légion d'honneur.
Thomas Alexander Harrison loua chaque été entre 1883 et 1887 une maison délabrée près de Beg-Meil sur la côte sud de la Bretagne. À la fin de l'été 1896, il fut rejoint par l'écrivain Marcel Proust et le compositeur Reynaldo Hahn. Chaque soir, il allait dans les dunes pour admirer le coucher de soleil sur l'océan et regardait la manière dont la lumière joue avec l'eau : « Nous avons vu la mer tourner successivement sang rouge, violet, nacré avec de l'argent, or, blanc, vert émeraude, et hier nous avons été éblouis par une mer entièrement rose tacheté avec des voiles bleus».
Sa réputation repose surtout sur des tableaux de paysages marins tels que La Vague [The Wave] (1885, Pennsylvania Academy of Fine Arts), représentant de longues vagues en bord de mer, et de grandes étendues de mer dans des conditions poétiques de lumière et de couleur.
Il est le frère des peintres Lovell Birge Harrison (1854-1929) et Butler Harrison (mort en 1888), lequel présenta notamment un Paysage de Pont-Aven au Salon de 1888.
Thomas Alexander Harrison semble avoir été l'inspiration pour le caractère « C », dans une tentative premier roman de Proust Jean Santeuil, ainsi que pour certains aspects du caractère d'Elstir, le peintre, dans À la recherche du temps perdu.[réf. nécessaire]

## Œuvres
- Marine, clair de lune, 1892-1893, huile sur toile, 97 × 130 cm, musée des beaux-arts de Quimper[5].
- Solitude, 1893, Paris, musée d'Orsay)[6].
- L'Enfant au bord de la mer, huile sur toile, château de Blérancourt[7].
- Marine, esquisse, vers 1890-1895, huile sur toile, Paris, musée d'Orsay[8].
- Marine, huile sur toile, château de Blérancourt[9].
- Enfants jouant, Grez-sur-Loing, attribution, huile sur toile[10], Château-Musée de Nemours.
- Solitude - La nuit de la mer, huile sur toile, Châteauroux, musée Bertrand

Œuvres de Thomas Alexander Harrison
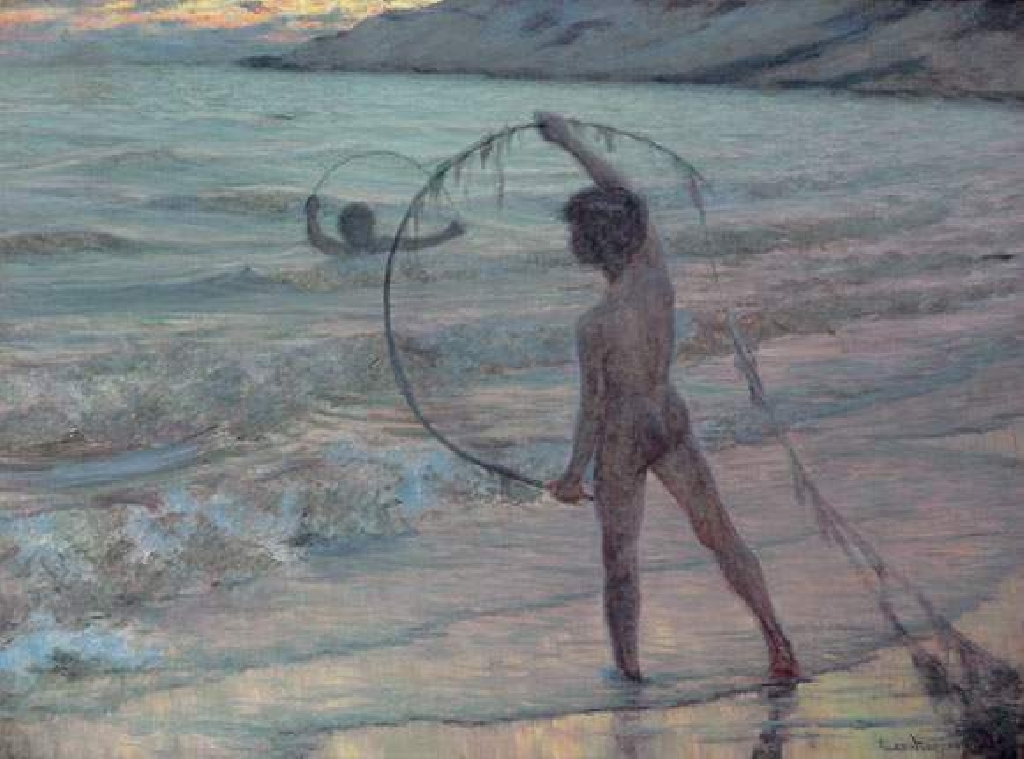
Le Cercle de mer (vers 1880), localisation inconnue.
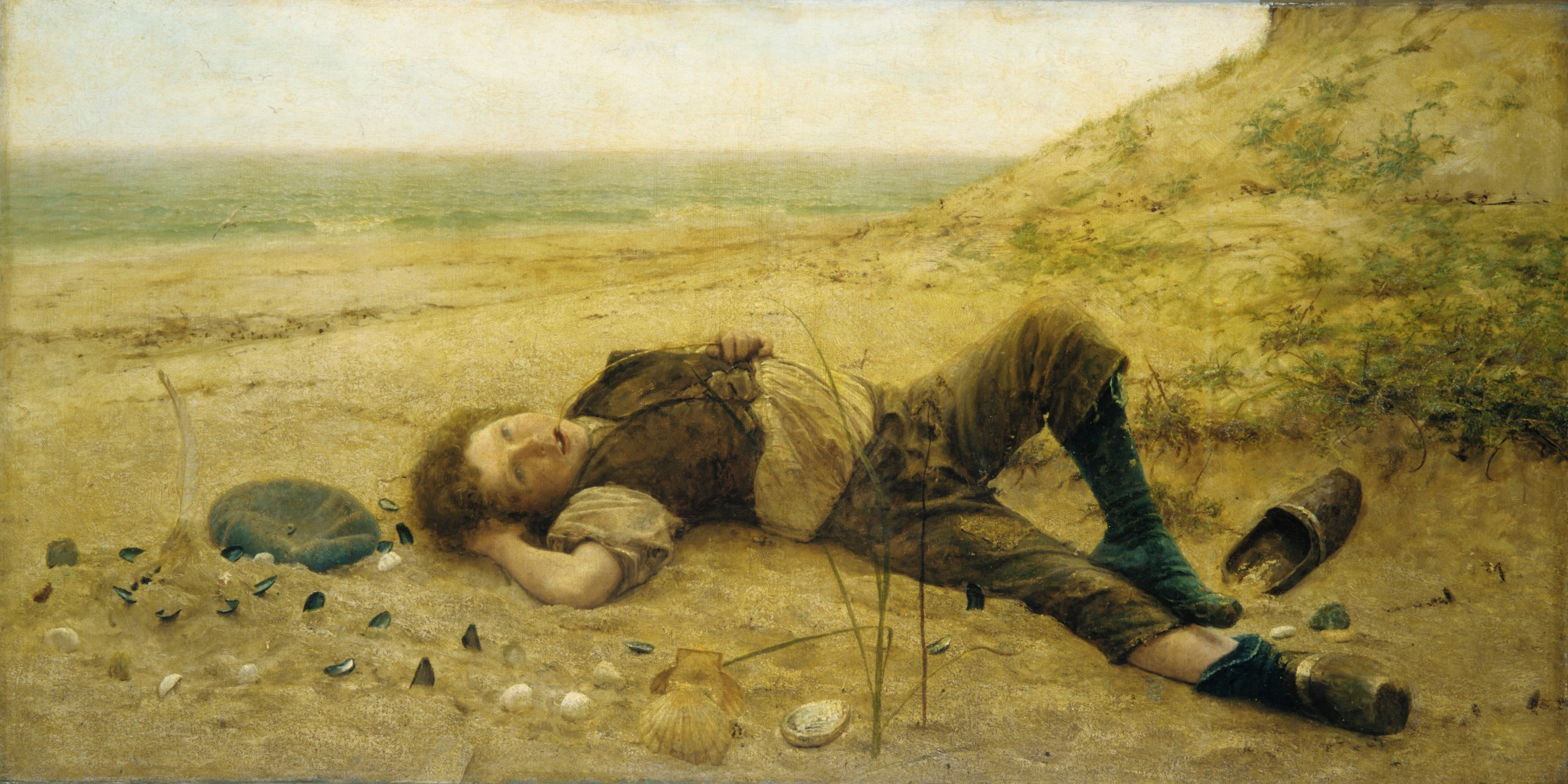
Châteaux en Espagne (1882), New York, Metropolitan Museum of Art.
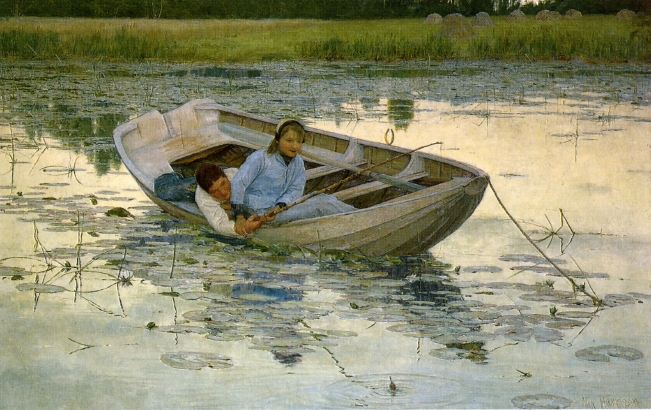
Les Amateurs (1882-1883), Valparaiso (Indiana), Brauer Museum of Art (en).
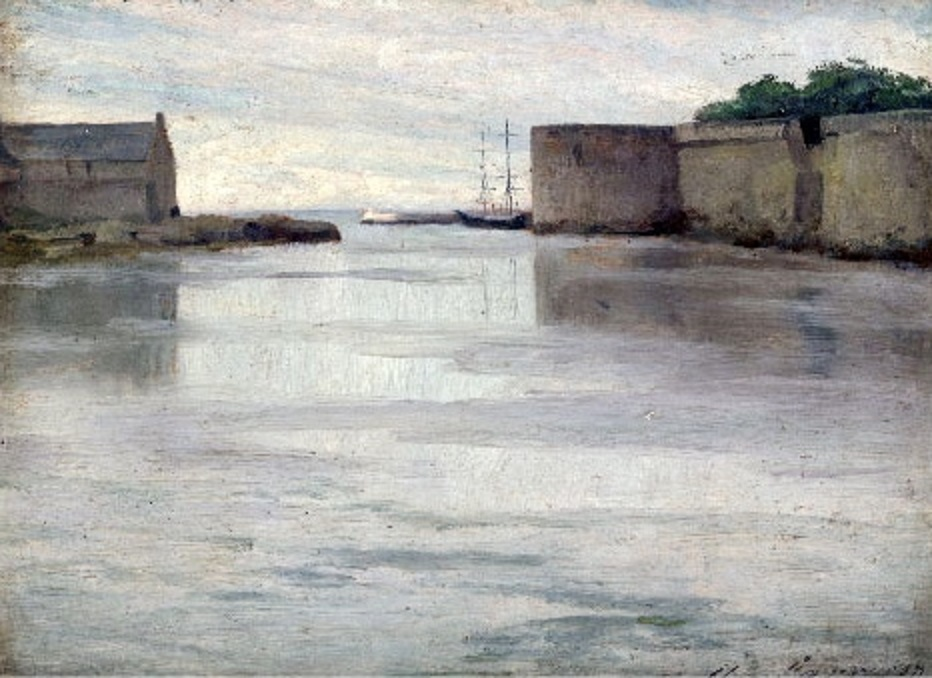
Le Passage de la Ville Close à Lanriec (1882-1892), Philadelphia Museum of Art.
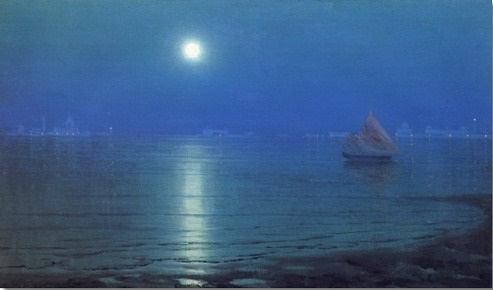
Venise au clair de lune (vers 1885), localisation inconnue.
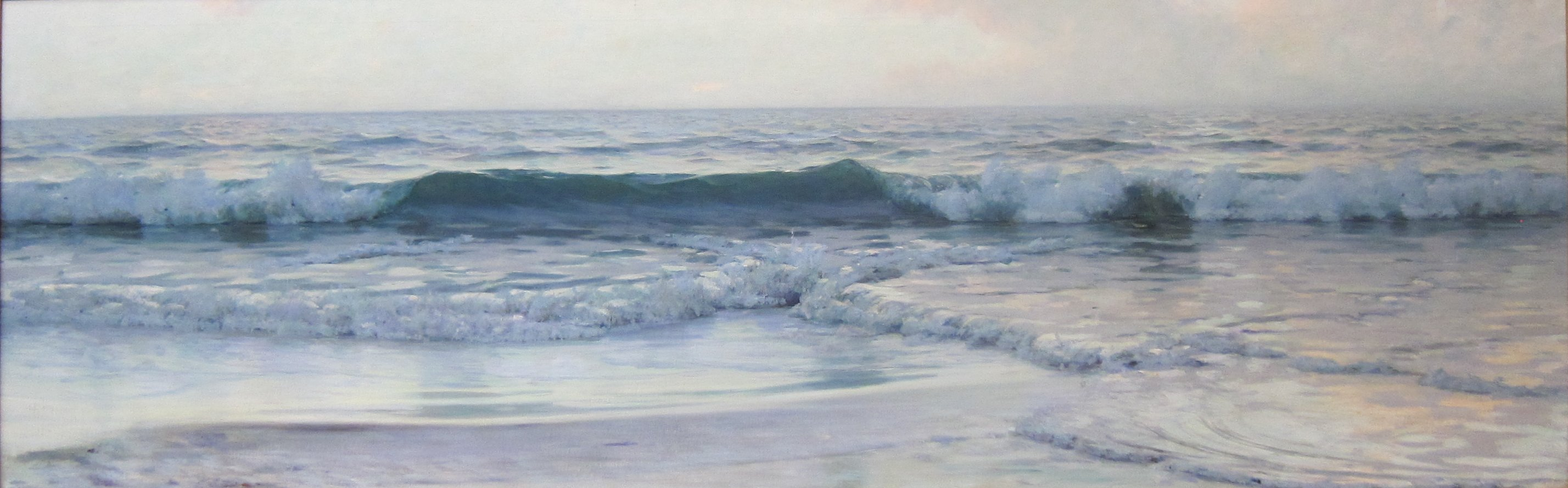
La Vague (1885), Philadelphie, Pennsylvania Academy of the Fine Arts.
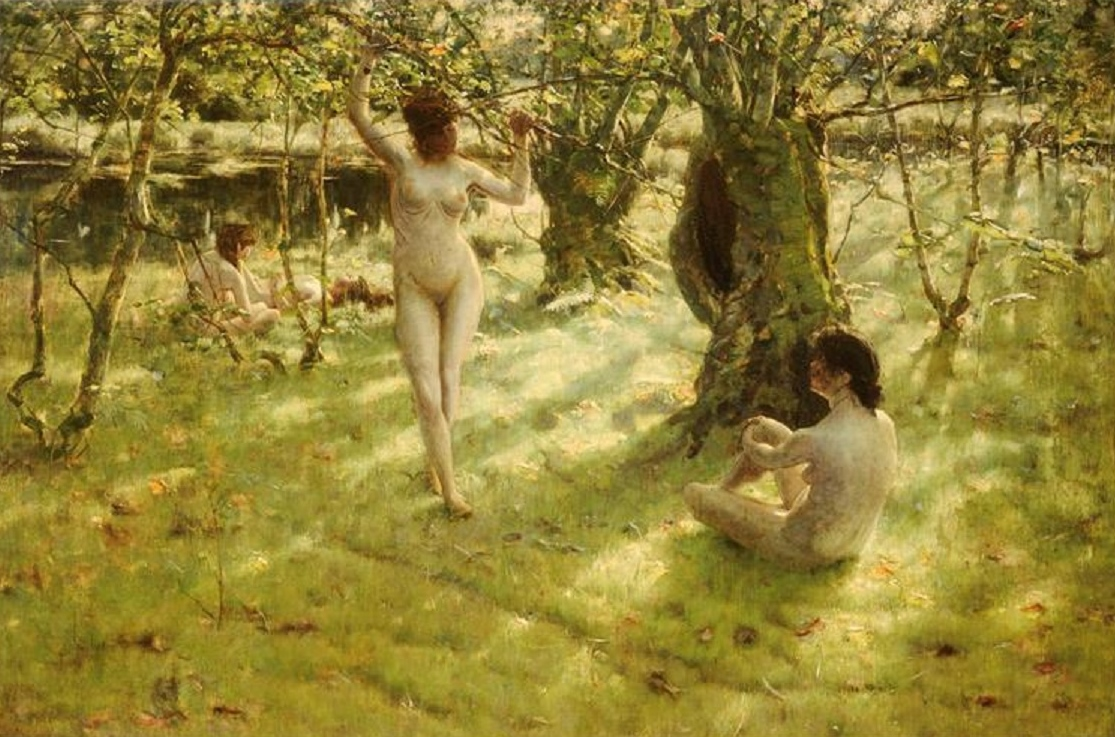
En Arcadie (vers 1886), Paris, musée d'Orsay.
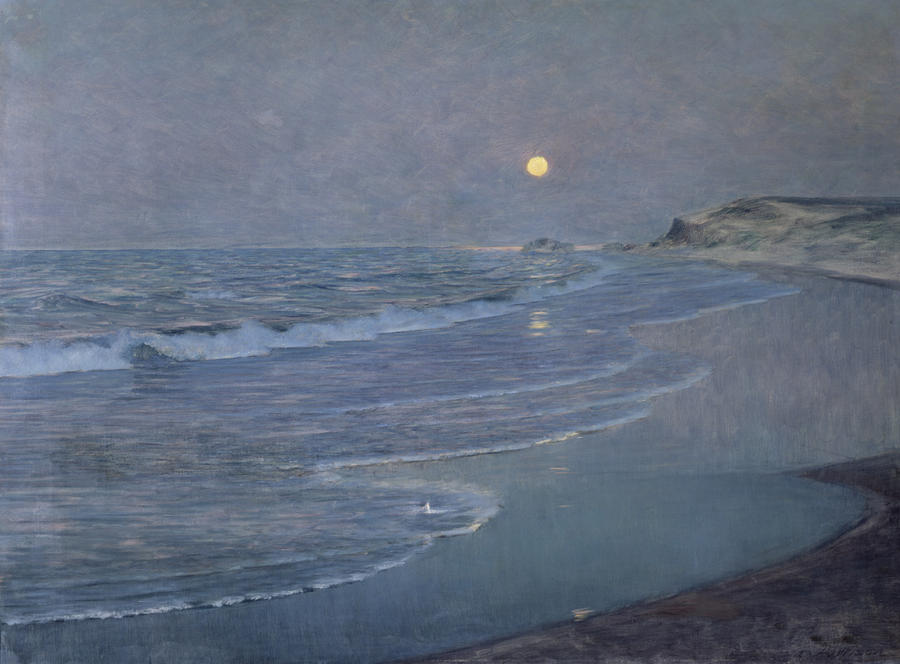
Marine (1892-1893), musée des beaux-arts de Quimper.
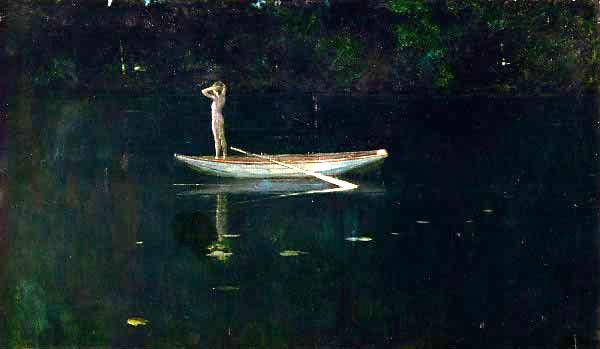
Solitude (1893), Paris, musée d'Orsay.